# Marsens
Marsens (Machin  en patois fribourgeois) est une localité et une commune suisse du canton de Fribourg, située dans le district de la Gruyère.

## Histoire
Depuis 2001, les communes de Vuippens et de Marsens n'en forment plus qu'une seule, à la suite de la politique de fusion du gouvernement fribourgeois.

## Géographie
Selon l'Office fédéral de la statistique, Marsens mesure 781 ha. 11,0 % de cette superficie correspond à des surfaces d'habitat ou d'infrastructure, 63,6 % à des surfaces agricoles, 24,9 % à des surfaces boisées et 0,5 % à des surfaces improductives.
Adossée aux conforts du Gibloux, la commune de Marsens s'étend par paliers vers le nord-ouest.
À 5 km du chef-lieu Bulle, et à 25 km de Fribourg, la capitale du canton, Marsens jouit d'une vue sur les préalpes fribourgeoises et d'un accès à l'autoroute (sortie Bulle à 5 minutes).
La commune de Marsens est limitrophe d'Echarlens, Riaz, Sâles, Grangettes, Le Châtelard, Sorens, Pont-en-Ogoz, Hauteville et Corbières.

Photo aérienne (1952).

## Démographie
Selon l'Office fédéral de la statistique, Marsens compte 2 115 habitants en 2023. Sa densité de population atteint 271 hab./km2.
Le site de la commune indique que Marsens avait 1 792 habitants en 2014.
Le graphique suivant résume l'évolution de la population de Marsens entre 1850 et 2008 :